# Östra Norrgrundet
Östra Norrgrundet är en klippa i Finland.   Den ligger i kommunen Sibbo i den ekonomiska regionen  Helsingfors  och landskapet Nyland, i den södra delen av landet, 16 km öster om huvudstaden Helsingfors.
Terrängen runt Östra Norrgrundet är mycket platt.  Närmaste större samhälle är Helsingfors, 16,3 km väster om Östra Norrgrundet. 